# Джордже Бранкович (граф)
Джордже Бранкович (серб. Ђорђе Бранковић, Đorđe Branković; 1645, Інеу в жудеці Арад — 19 грудня 1711, Хеб) — політичний діяч Сербії, історик.

## Життєпис
Має походження шляхетного сербського роду.
1675—1677 — був посланцем князя Трансильванії в Османській імперії. Пізніше перебував на службі у валаського господаря. Сприяв зближенню Валахії з Австрією.
Під час австро-турецької війни 1683—1699 виступив із планом створення за підтримки Австрії «Іллірійського королівства» — великої слов'янської держави на Балканах. Зацікавившись цим планом та розраховуючи використати Бранковича як свого агента, Габсбурги 20 вересня 1688 нагородили його титулом «граф Священної Римської імперії». Та все ж звернення Бранковича до завойованих турками народів із закликом підняти повстання незалежно від планів Австрії, призвело до його арешту австрійською владою у жовтні 1689 та довічного ув'язнення.
В австрійських тюрмах (у Відні, пізніше у Хебі) написав: «Слов'яно-сербську хроніку» в якій виклав історію Сербії та прилеглих до неї держав. «Хроніка» збереглася у кількох рукописах, опублікована частина тексту.